# Julià d'Espira
Julià d'Espira (Espira, s. XII-XIII - París, ca. 1250), en llatí Julianus Teutonicus (Julià el Teutó), fou un frare franciscà alemany, músic, poeta i historiador. Ha estat proclamat venerable per l'Església catòlica i és venerat com a sant de l'orde franciscà.

## Biografia
Nascut a Espira (Alemanya), estudià a la Universitat de París i fou director musical de la capella reial de Felip August de França i Lluís VIII de França. Deixà el càrrec per ingressar al nou Orde de Frares Menors, no se sap ben bé quan. En 1227, Julià acompanyà el germà Simó Angèlic a Alemanya, on fou el provincial d'Alemanya al capítol general d'Assís. Probablement fou present a la translació del cos de Francesc d'Assís a Assís en 1230. Visqué després a París i hi fou mestre de cor del convent franciscà, i corrector mensae (supervisor de les lectures al refetor). Morí a París cap al 1250.
La seva festa litúrgica, ja que és venerat com a sant a l'Orde de Sant Francesc, és el 9 de febrer.

## Obres
Fou reconegut com a autor d'himnes, tant en l'aspecte literari com musical i de música litúrgica, però restà en l'oblit, passada l'Edat Mitjana, fins al final del segle xix. Va compondre l'ofici rimat (Historia rhytmica) de Sant Francesc, entre el febrer de 1229 i l'octubre de 1235, i el de Sant Antoni de Pàdua, poc després de 1241.
Els dos oficis, de gran bellesa poètica i musical, són cantats encara pels franciscans; destaquen per l'harmonia, el ritme i la rima dels versos i per l'expressivitat de la música. Inclouen unes breus frases, al tercer nocturn (a les antífones), escrites per Gregori IX, però tota la resta és de Julià.
L'estructura rítmica d'aquestes obres ha estat imitada i adaptada a melodies de Julià per altres comunitats religioses. No se sap fins a quin punt l'ofici rítmic de Sant Domènec de Guzmán, de l'Orde de Predicadors, també de la mateixa època, és obra de Julià d'Espira o inspirat per la seva obra.
Se'l reconeix també com a autor de les obres en prosa Legenda S. Francisci i Vita ab auctore anonymo de Sant Antoni de Pàdua.